# 聯合研究院駅
座標: 北緯39度4分48.52秒 東経117度41分47.44秒 / 北緯39.0801444度 東経117.6965111度
聯合研究院駅（れんごうけんきゅういんえき）とは中華人民共和国天津市浜海新区天津経済技術開発区に位置している天津開発区路面電車1号線の駅である。

## 駅構造
- 島式ホーム1面2線を有す地上駅[1]。

## 駅周辺
駅名の由来となった天津国際生物医薬聯合研究院、この駅の開業に伴って廃止された学院区南駅が駅周辺に所在している。

## 歴史
- 2011年8月25日 - 開業。

## 隣の駅
天津地下鉄
■天津開発区路面電車1号線
第十一大街駅 - 聯合研究院駅 - 学院区駅